# Szczepionka przeciw dżumie
Szczepionka przeciw dżumie – szczepionka przeciw pałeczce dżumy (Yersinia pestis).
Szczepionka została stworzona przez Waldemara Haffkine'a w 1897 roku. Jej działanie polega na wywołaniu w organizmie reakcji immunologicznej poprzez wprowadzenie do niego niewielkiej ilości martwych bakterii. Dzięki temu układ odpornościowy "uczy się" zwalczać czynnik etiologiczny wywołujący chorobę. Szczepionka opracowana przez Haffkine'a miała jednak pewne ograniczenia. Nie wykazywała żadnych właściwości pozwalających ochronić organizm przed dżumą płucną. Problem udało się rozwiązać i obecnie przed tą formą choroby chroni szczepionka opracowana na bazie osłabionych bakterii.

## Profilaktyka i leczenie
Szczepionka przeciwko dżumie wywołuje odpowiedź immunologiczną i pozwala na stworzenie czynnej odporności swoistej w organizmie narażonym na działanie patogenu. Proces nabywania tego typu odporności przebiega według pewnego schematu (podobnego w przypadku różnych chorób). Zaaplikowanie szczepionki zawierającej szczep osłabionych pałeczek dżumy to przedstawienie układowi immunologicznemu "wroga", czyli czynnika, który powinien zostać wyeliminowany. W ten sposób organizm poprzez przeciwciała, receptory limfocytów T oraz receptory limfocytów B "uczy się" rozpoznawania antygenów, a w efekcie unieszkodliwiania i pozbywania się tego konkretnego rodzaju bakterii.
Istnieją dowody potwierdzające skuteczne działanie szczepionki również przeciwko klinicznym szczepom bakterii Yersinia pestis.
W przypadku organizmu, który został narażony na wzmożony kontakt z patogenem i występuje bezpośrednie ryzyko rozwinięcia dżumy, wskazane jest podanie surowicy lub immunoglobulin. Taki zabieg powoduje wzrost biernej aktywności swoistej oraz podnosi szanse w walce z chorobą.
Współcześnie w związku z postępem higieny, metodami immunoprofilaktyki i kontroli rezerwuaru zwierzęcego, ryzyko dla populacji ludzkiej jest ograniczone.  Zwiększone ryzyko jest notowane w krajach endemicznego występowania w rezerwuarze zwierzęcym tj. między innymi na Madagaskarze, w Demokratycznej Republice Kongo, Indiach, Peru i USA.